# Leusden (Schiff)
Die Leusden war ein Sklavenschiff der Niederländischen Westindien-Kompanie (WIC), das 1738 vor der Küste von Suriname unterging. Hierbei starben ungefähr 664 Sklaven und damit mehr als in jedem anderen derartigen Unglück in der maritimen Geschichte der Niederlande. Dabei spielte besonders die Brutalität der Besatzung gegenüber den eingesperrten Opfern eine große Rolle.
Mit der hohen Anzahl von neun vollendeten Reisen der Leusden im atlantischen Dreieckshandel fällt sie ebenfalls aus dem Rahmen. Diese Fahrten wurden alle als Sklaventransporte absolviert, was für kein anderes Schiff dokumentiert ist. Erst auf der zehnten Reise, 18 Jahre nach dem Bau, ging das Schiff durch Strandung aufgrund eines Navigationsfehlers verloren. Eine weitere Besonderheit der Leusden war, dass sie von Anfang an und als einziges Schiff der WIC als Sklaventransporter konzipiert, gebaut und eingesetzt wurde. Andere Schiffe der WIC wurden erst nachträglich umgebaut beziehungsweise später wieder rückgebaut, um für andere Verwendungen geeignet zu sein.

## Daten zum Schiff

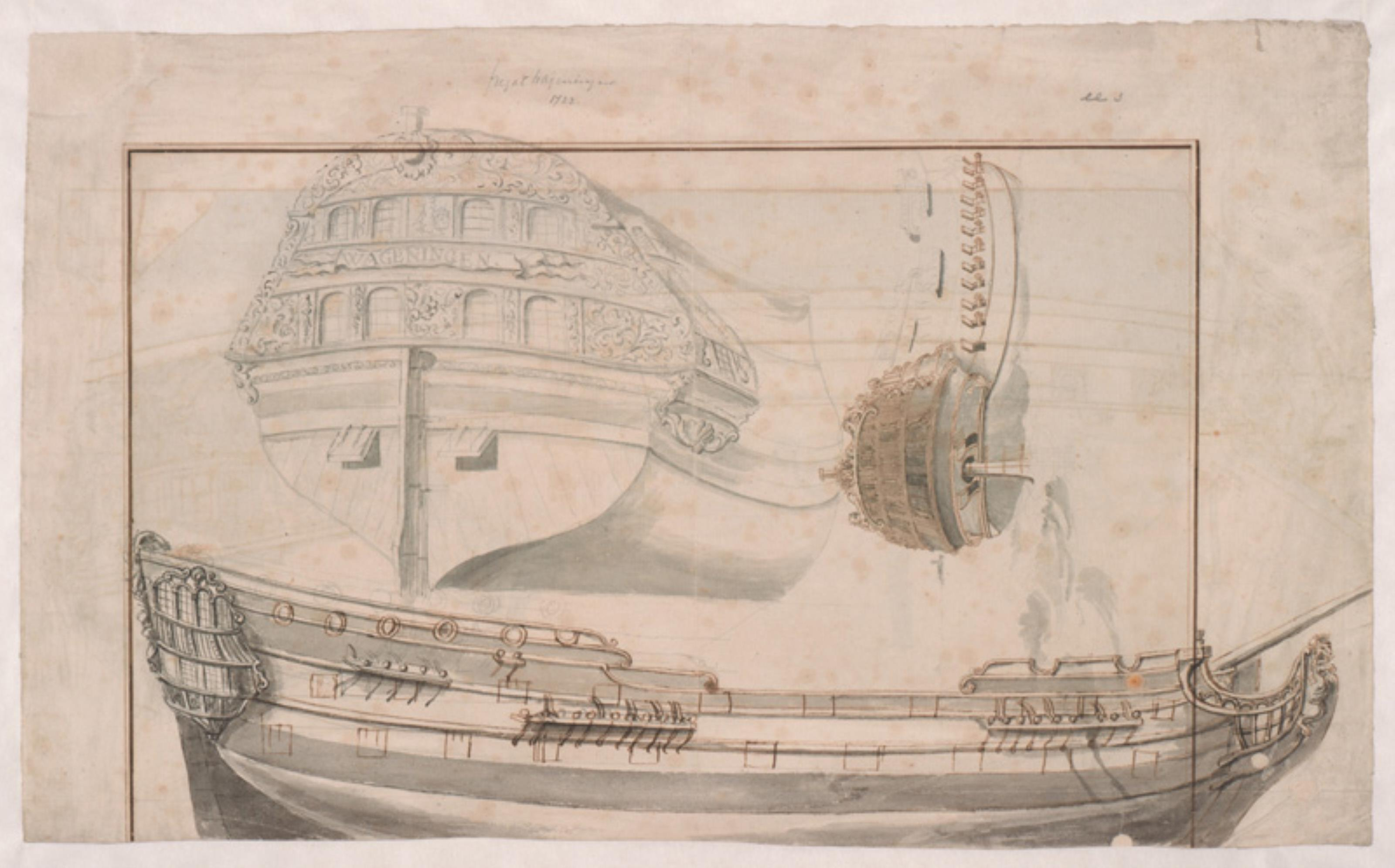
Technische Zeichnung und perspektivische Darstellung der von Gerbrand Slegt 1723 gebauten Wageningen zu 131 voet (37,1 m) Länge und 36 Kanonen

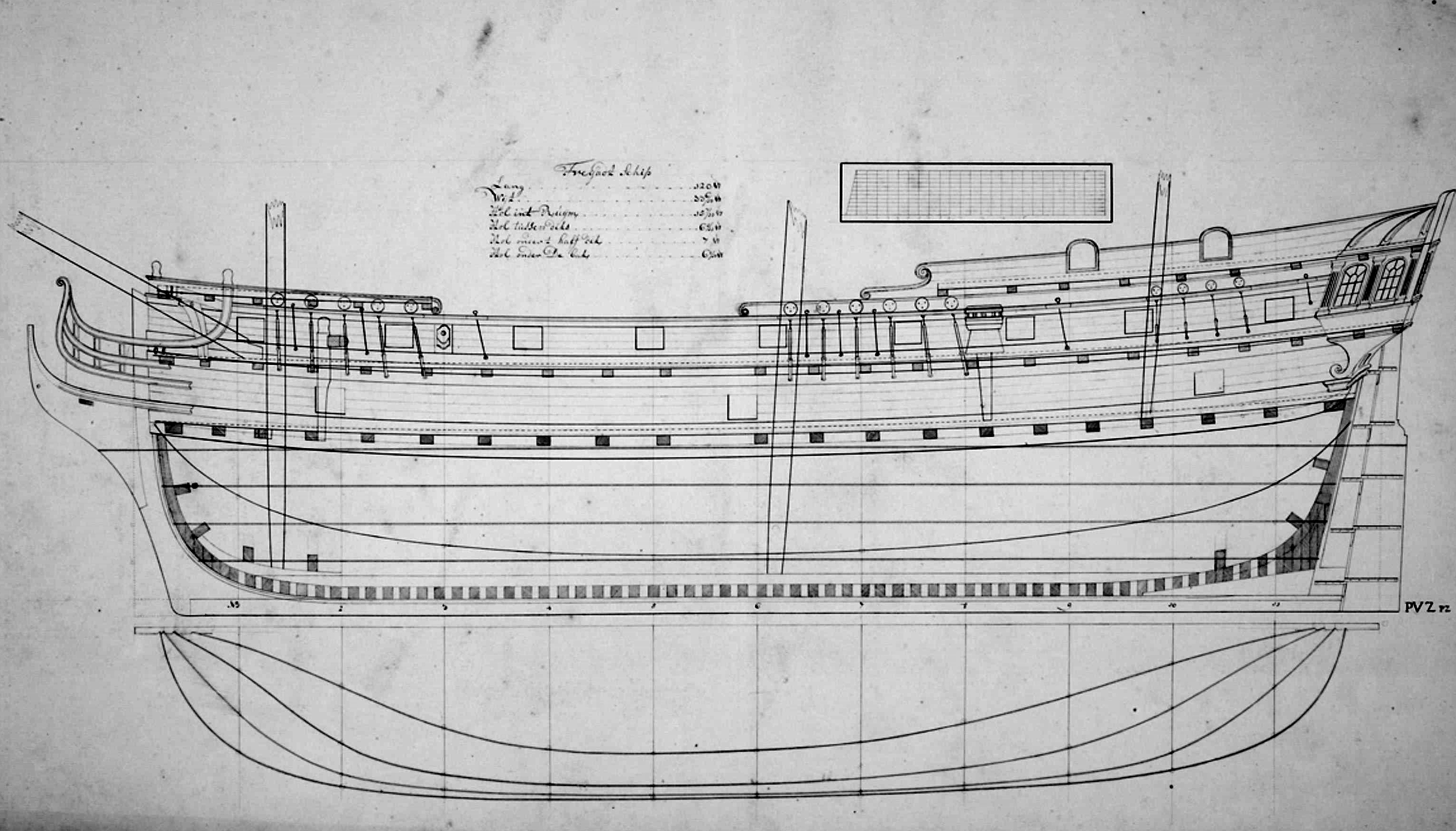
Technische Zeichnung von Paulus van Zwijndregt aus Rotterdam eines 120 voet (33,9 m) langen Fregattschiffes

Am 25. Oktober 1718 beschloss die Unternehmensführung der WIC, die Heren Tien (die zehn Direktoren der aus fünf Kammern bestehenden WIC), dass für die Fahrten des Jahres 1719 ein neues Schiff notwendig sei. Damit wurde die Kammer Amsterdam beauftragt. Der Schiffbaumeister Jan Gerbrandse Slegt (ca. 1677–1739) reichte das niedrigste Gebot ein und erhielt den Zuschlag. Auf der Werft De Eendracht auf Kattenburg begann am 14. März 1719 mit der Kiellegung der Bau des Schiffes. Slegt baute 1723 bis 1725 für die Admiralität Amsterdam insgesamt acht Kriegsschiffe in der Größe von 36 bis 72 Kanonen. Von der mit 131 voet (37,1 m) etwas größeren Wageningen haben sich mehrere Darstellungen auf einem Blatt erhalten. Sie geben einen Eindruck, wie die von diesem Schiffbaumeister gebauten Schiffe aussahen. Die Wageningen erfüllte die in sie gesetzten Erwartungen und bewies dies auf einem Kriegszug eines niederländischen Geschwaders gegen die nordafrikanischen Barbareskenstaaten 1724 im Mittelmeer. Die ersten schiffbautechnischen Zeichnungen moderner Form waren durch Paulus van Zwijndrecht (1681–1749) in den Niederlanden zu eben jener Zeit eingeführt worden. Von diesen Zeichnungen hat sich eine für ein Fregattschiff zu 120 voet (33,9 m) Länge erhalten. Dieses Schiff sollte mit fast 33,5 voet (9,5 m) anderthalb voet (fast 0,5 m) breiter werden. Dagegen sind die Maße für die Raumtiefe und die Zwischendeckshöhe identisch (also 15 7/11 voet, 6 1/11 bzw. 6 5/11 voet). Diese Zeichnung gibt einen Eindruck, wie auch die Leusden ausgesehen haben könnte, denn eine Darstellung des Schiffes ist nicht bekannt. Weitere technische Details sind ebenfalls nicht bekannt, sodass die Endabrechnung zum Bau des Schiffes nur allgemeine Informationen zum Schiff liefern kann. Dazu zählen auch die Beiboote. Die Leusden erhielt danach ein Boot mit 28 voet (7,9 m) Länge, 9 voet (2,5 m) Breite und eine Schaluppe mit 26 voet (7,3 m) Länge und 6 ½ voet (1,8 m) Breite für 300 fl. Zur Selbstverteidigung hatte die Leusden zwölf Geschütze an Bord: zwei Achtpfünder, vier Sechspfünder, zwei Vierpfünder und vier Dreipfünder. Nach dieser Abrechnung hatte sie auch 8 Anker und zwei Draggen für 1.524 fl als Ausrüstung erhalten.
Der Bau mit Ausrüstung kostete 53.094 Gulden (fl) und wurde, wie üblich, in drei Terminen ausbezahlt: zum ersten bei Kiellegung, die zweite Rate zum Stapellauf und die letzte Rate, als das Schiff übergeben wurde. Außerdem wurden noch zusätzliche Arbeiten für den Aufenthalt in tropischen Gewässern und größere Vorratskammern mit 4.565 fl bezahlt. Diese Arbeiten werden verdubbelen genannt und umfassen das Aufbringen einer zweiten Außenhaut im Bereich des Unterwasserschiffes. Diese zweite Plankenlage ist auch mit einem Anstrich aus Teer verbunden und soll den Bewuchs und den Befall durch Schiffsbohrwurm verhindern.
Das Schiff ist wahrscheinlich nach der Ortschaft Leusden benannt, zu dieser Zeit eine Herrlichkeit im Eemland. Eigentümer war Cornelis Bors van Waveren (1662–1722), der Schöffe von Amsterdam, Direktor der Sozietät von Suriname und seit 1693 Bewindhebber der WIC. In dieser Funktion war er einer der Auftraggeber für den Bau des Schiffes. Nach der ersten Reise, die fast anderthalb Jahre dauerte, wurde das Schiff für 12.977 fl erneuert und ausgebaut. Die Erneuerung der Außenhaut wurde wieder durch Gerbrand Slegt für 1.229 fl ausgeführt. Der größere Betrag von 6.683 fl ging auf die Erneuerung der Takelage. Nach der achten Reise wurde das Schiff auf Kosten der Kammer Stad en Lande (alte Bezeichnung für die Stadt Groningen und die Ommelanden) für 19.980 fl erneuert.
Die Konstruktion der Leusden muss so überzeugend gewesen sein, dass neun weitere Schiffe nach demselben Zerter bestellt wurden.

## Fahrten
Eine Besonderheit des Schiffes waren die vielen Sklavenfahrten. Während andere Schiffe der WIC neben den Sklavenfahrten auch andere Routen mit Handelsware befuhren oder als sogenannte kruiser auf Schmugglerjagd gingen, blieb die Leusden mit zehn Touren und ausschließlich Sklaven eine Ausnahme in Bezug auf die Anzahl der Reisen und Lebenszeit des Schiffes. Auf alle Touren gerechnet, überlebten nur 73 % der Sklaven diese Überfahrten.
| Reisedaten                         | Abfahrt | Stationen                                   | Ziel                   | Reisedauer                                                | Kapitän                                                | Sklaven                        | Tote                                                  | Überlebende               | Verkaufspreis                          |
| ---------------------------------- | ------- | ------------------------------------------- | ---------------------- | --------------------------------------------------------- | ------------------------------------------------------ | ------------------------------ | ----------------------------------------------------- | ------------------------- | -------------------------------------- |
| 26. Dezember 1719 – 8. Juni 1721   | Texel   | Elmina, Loango, St. Eustatius               | Texel                  | 530 Tage                                                  | Jacob Thijl                                            | 465                            | 59 +3 Besatzung                                       | 406                       | unbekannt                              |
| 15. Januar 1722 – 6. März 1723     | Texel   | Elmina, St. Eustatius                       | Texel                  | 429 Tage                                                  | Pieter Ras                                             | 562                            | 91                                                    | 471 -10 kurz nach Ankunft | 90.440 fl                              |
| 5. August 1725 – 7. Juni 1726      | Texel   | Elmina, Fida, Berbice, St. Eustatius        | Texel                  | 409 Tage                                                  | Pieter Ras                                             | 605                            | 74                                                    | 531                       | 126.260 fl                             |
| 5. August 1725 – 7. Juni 1726      | Texel   | Elmina, St. Eustatius                       | Texel                  | 306 Tage                                                  | Jan Schamp                                             | 747                            | 71                                                    | 676 -5 kurz nach Ankunft  | 165.633 fl                             |
| 30. Januar 1727 – 22. Mai 1728     | Texel   | Elmina, Accra, Elmina, Suriname             | Texel                  | 478 Tage                                                  | Jan Schamp                                             | 748 +25 vor Abfahrt verstorben | 41                                                    | 682 -10 kurz nach Ankunft | 147.890 fl                             |
| 21. März 1729 – 17. April 1730     | Texel   | Elmina, Jaquin, Suriname                    | Texel                  | 392 Tage                                                  | Simon Ovens                                            | 708                            | 72                                                    | 636 -7 kurz nach Ankunft  | 170.067,5 fl für 627 verkaufte Sklaven |
| 1. Oktober 1730 – 23. Februar 1732 | Texel   | Elmina, Accra, Jaquin, Suriname             | Texel                  | 510 Tage                                                  | Bruijn Harmensz                                        | 629                            | 76                                                    | 553 -2 kurz nach Ankunft  | 141.520 fl                             |
| 6. Juli 1732 – 14. November 1733   | Texel   | Elmina, Hollandia, Elmina, Appa, Suriname   | Texel                  | 496 Tage                                                  | Adries Graan                                           | 713                            | 41                                                    | 672 -11 kurz nach Ankunft | 180.810 fl                             |
| 5. August 1734 – 16. Juni 1736     | Texel   | Elmina, Appa, Chama, Elmina, Appa, Suriname | Texel                  | 680 Tage (mit 122 Tagen die längste Afrika-Amerika Reise) | Daniel te Velde                                        | 687 -42 vor Abfahrt verstorben | 367                                                   | 280 -51 kurz nach Ankunft | 226 Sklaven verkauft für 48.645 fl     |
| 10. März 1737 – 1. Januar 1738     | Texel   | Elmina, Accra, Elmina                       | Untergang vor Suriname | 296 (mit 44 Tagen die kürzeste Afrika-Amerika Reise)      | Lodewijk Lodewijksz bzw. Joachim Outjes (auch: Aukens) | 700? 716?                      | 20? während der Überfahrt, 664 Sklaven nach Strandung | Besatzung und 16 Sklaven  | 16 Sklaven verkauft für 4.140 fl       |

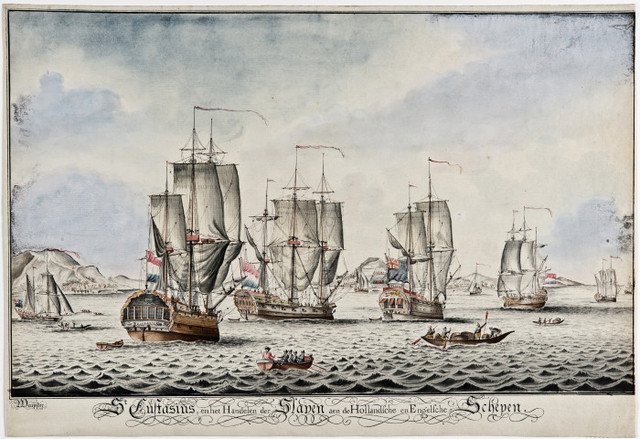
Niederländische und englische Sklavenschiffe vor der niederländischen Karibikinsel St. Eustatius, 1763. Diese Insel fuhr die Leusden bei ihren ersten vier Reisen als Ziel an.

Bis zur vierten Reise war das Ziel St. Eustatius. Da aber die WIC 1727 beschloss, dort keine Sklaven mehr zu verkaufen, wurde ab der fünften Reise die Kolonie Suriname als Ziel angewiesen. Dort konnte die WIC ihre Sklaven zu noch höheren Preisen absetzen. Aber die Gründe für den Wechsel werden in der Forschung unterschiedlich bewertet.
Neben den üblichen Problemen auf diesen Reisen wurden nur drei Zwischenfälle bekannt. Zu den normalen Problemen gehörten Schwierigkeiten, das Schiff mit einer ausreichenden Besatzung zu versehen und genug Sklaven aufzukaufen. Andere mögliche Hindernisse, wie Stürme oder Flauten, Seuchen oder Versorgungsprobleme sind nicht bekannt. Auf der fünften Reise griffen zwei portugiesische Schiffe an der Küste des heutigen Liberia am 17. März 1727 die vor Anker liegende Leusden und die sie seit Texel begleitende s' 'Graveland an. Während die Leusden alle Segel setzte und entkam, ergab sich die kleinere s' Graveland. Die Portugiesen waren mit je 40 bis 50 Geschützen viel stärker bewaffnet, sodass ein Gefecht aussichtslos erschien. Trotzdem wurde ein internes Untersuchungsverfahren von Seiten der WIC angestrengt. Besonders der Kapitän der Leusden musste sich als Befehlshaber beider Schiffe verantworten und wurde zusammen mit dem anderen Kapitän, Adriaan van der Parre, aus dem Dienst entlassen.
Es sind nur zwei größere Sklavenaufstände überliefert, einer während der sechsten Reise, was aber nur aus Briefen der Verwaltung der WIC bekannt wurde, und ein zweiter während der siebten Reise. Dabei wurden fünf Besatzungsmitglieder getötet. Die Anzahl der Opfer unter den Aufständischen ist unbekannt. Einer wurde noch auf dem Schiff zum Tode verurteilt, ein weiterer erst in Suriname unter Folter ohne Ergebnis befragt und später verkauft.

## Der Untergang

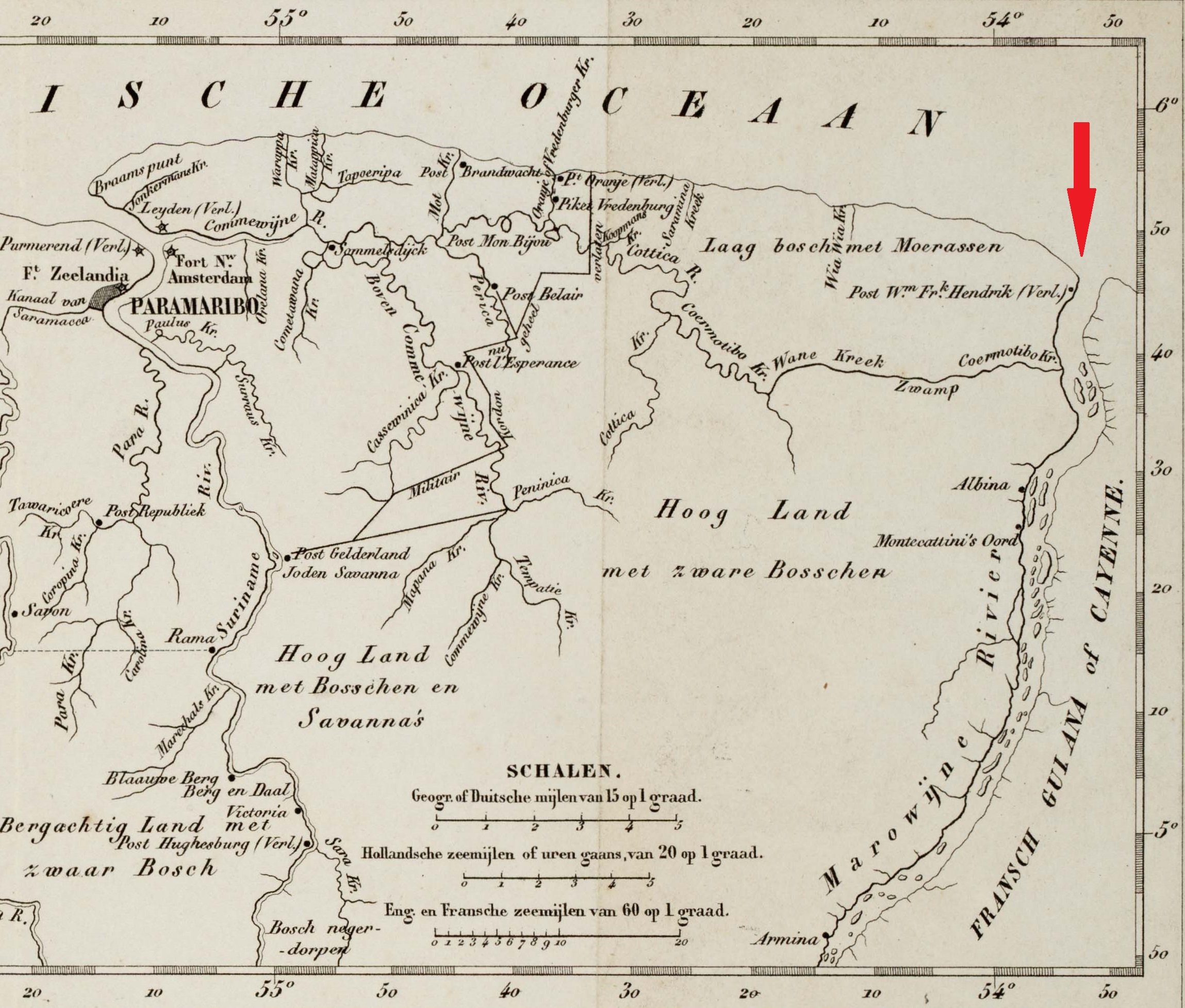
Auf dem Kartenausschnitt aus 1853 zeigt die Pfeilspitze in etwa auf eine der Sandbänke, die Tijgerbank, wo die Leusden 1738 gesunken sein könnte.

Die letzte Fahrt begann in Texel, für die Kammer Stad en Lande, und führte über Elmina und Accra wieder nach Elmina zurück. Dort starb am 11. September 1737 Kapitän Lodewijksz nach zwei Monaten Krankheit und wurde durch Joachim Outjes ersetzt. Klaas Non ersetzte den ungeliebten 1. Steuermann Dirk Winja. Am 19. November segelte das Schiff von Elmina ab mit Bestimmung Suriname. Sowohl zur Anzahl der Sklaven an Bord als auch zum exakten Abfahrtsdatum gibt es unterschiedliche Angaben. In einem Brief vom 4. Oktober 1737 mit der Meldung vom Tod des Kapitäns ist von 600 Sklaven an Bord die Rede. Von Elmina soll die Leusden mit 700 Sklaven nach Suriname abgesegelt sein. Die letzten 100 oder 116 wurden nach dem 4. Oktober gekauft. Sowohl die Zahl 700 als auch 716 Sklaven wird in Dokumenten erwähnt.
Bis zum 30. Dezember, als das Schiff auf der Höhe der Teufelsinseln vor der Küste von Französisch-Guayana war, herrschte ideales Wetter. Danach gab es schweren Regen und Sturmböen mit schlechter Sicht. Am 1. Januar glaubte die Besatzung an der Mündung des Suriname-Flusses zu sein. Tatsächlich lagen sie aber vor der Marowijnemündung. Im Bericht der Besatzung zum Untergang wird von vier vadem (6,8 m) Wassertiefe und Moddergrund berichtet. Die nur bei Lücken in der Regenwand sichtbare Flussmündung wurde Südsüdwest gepeilt und die Schiffsführung ging auf Kurs Nordnordwest, um vom Land Abstand zu gewinnen und in tieferes Wasser zu gelangen. Allerdings blieb die Tiefe bei 4 ½ vadem (7,6 m). Deshalb wurde beschlossen vor Anker zu gehen und einen Erkundungstrupp auf der Schaluppe mit dem dritten Steuermann an Land zu senden. Dabei lagen sie über einer Untiefe, wurden bei Flut in untiefere Gebiete getrieben und setzten bei Ebbe auf, mit dem Ruder zuerst. Obwohl das Ruder mit sogenannten Pferde- und Sorgleinen gesichert schien, wurde es aus den Angeln gehoben und trieb ab. Gleichzeitig brachen Sturzseen über das Heck herein und verwüsteten die dort befindliche Kajüte und Konstabelskammer. Während des Versuchs den Anker zu lichten lockerten sich die Verbände durch die Stöße, sodass mehr Wasser in den Rumpf drang, als die Pumpen hinausbefördern konnten. Als die Leusden aufgelaufen war, befanden sich die Sklaven zur Austeilung der Essensration an Deck. Da Kapitän Outjes einen Aufstand der Sklaven befürchtete, befahl er, sie schnell wieder unter Deck zu bringen, und ließ die Luken und Niedergänge vernageln. Dabei lief das Schiff langsam voll und begann sich zu neigen und langsam zu kentern. Zur Entlastung wurden die Masten gekappt. Die Besatzung und 16 Sklaven an Deck blieben die Nacht über auf dem Oberdeck des Wracks. Am folgenden Morgen, dem 2. Januar 1738, kam der Erkundungstrupp zurück und es wurde beschlossen, das Schiff aufzugeben. Die unter Deck Eingesperrten waren im Laufe der Nacht erstickt oder ertrunken. Da die Anzahl der Sklaven zum Zeitpunkt des Untergangs nicht genau bekannt war, ist die Anzahl der Getöteten schwer zu ermitteln. Der Gouverneur von Suriname van der Schepper schreibt an die Heren Tien, dass ungefähr 680 Sklaven an Bord waren. Im „Amsterdamsche Dingsdaegse Courant“ vom 8. April 1738 wird von 670 Sklaven berichtet. Nimmt man die Zahl 680 als am wahrscheinlichsten an und zieht die 16 dokumentierten überlebenden Sklaven ab, fanden wahrscheinlich 664 Sklaven den Tod. Der genaue Ort des Unterganges in der Marowijnemündung ist unbekannt.
Die Überlebenden setzten sich auf der Suche nach dem Suriname-Fluss mit den Beibooten ab. Neben etwas Bekleidung der Besatzung wurde auch eine kleine Kiste mit etwa 23 kg Gold, ursprünglich für die Dänische Westindien-Kompanie bestimmt, mitgenommen. In Paramaribo kam die Gruppe am 4. Januar an, und der größte Teil davon fuhr dann, auf verschiedene Schiffe verteilt, wieder in die Niederlande zurück. Es wird angenommen, dass die 16 Sklaven in das Sklavenmagazin abgegeben wurden. Ihr Verkauf brachte 4.140 fl ein. In einer Versammlung der Heren Tien am 30. April 1738 wurde nicht nur über den Untergang der Leusden informiert, sondern auch das Monopol der WIC auf den Sklaventransport nach Suriname aufgegeben. Ansonsten wertete die Unternehmensführung die Schiffskatastrophe lediglich als schweren materiellen Schaden für die WIC.
Der Untergang der Leusden mit den angenommen 664 Toten war kein gewöhnliches Unglück. Es gab zum Beispiel die dänische Cron Prinsen mit 826 Toten und die französische Badine mit 686 Opfern, Katastrophen mit Sklavenschiffen mit höheren Opferzahlen, aber diese beiden und viele andere waren Unglücke durch Pulverexplosionen oder Kentern. In jenen Fällen geschah das Unglück plötzlich und die Opfer traf ihr Schicksal zufällig, auch unter den Besatzungen aus Europa. Anders bei der Leusden; dort wurden die Zugänge vorsätzlich abgedichtet und der Tod der Sklaven wurde damit von der Besatzung in Kauf genommen.

“Als mensen bestonden zij al niet meer toen zij werden ingescheept.”

„Als Menschen galten sie bereits nicht mehr, als sie eingeschifft wurden.“

## Weitere Entwicklung
Nach den finanziellen Einbußen durch den Untergang hoben die Heren Tien der WIC ihr Monopol auf den Sklaventransport nach Amerika auf. Niederländische Sklavenhändler wurden nach und nach aus dem Markt gedrängt und englische Händler vergrößerten ihren Anteil, der insgesamt noch anstieg. Die WIC war mit der Preisgabe dieser Monopolstellung die einzige Handelsgesellschaft, die ihr exklusives Handelspatent freiwillig aufgab. Der niederländische Sklaventransport wurde danach hauptsächlich von Reedereien aus Zeeland organisiert. Erst 1814 wurde auf Druck der Briten der Sklavenhandel durch die Niederlande offiziell verboten und weitere 50 Jahre später wurde die Sklaverei abgeschafft.
Erst durch die Forschungsarbeit von Leo Balai und die Veröffentlichung seines Buches Het slavenschip Leusden im Jahr 2011 wurde diese Tragödie öffentlich. Als mögliche Stellen des Untergangs der Leusden kommen sowohl Sandbänke vor der französischen als auch vor der surinamischen Seite der Marowijnemündung in Frage. In einem 2012 angesetzten maritimen Projekt des Rijksdienstes voor het Cultureel Erfgoed soll nach dem Wrackplatz der Leusden gesucht werden. Der Gebietsumfang von möglichen Überresten der Leusden wird auf etwa 30 km² eingeschätzt.